# Casa Vilardell
 (septembre 2024).
Pour les articles homonymes, voir Salas.
La Casa Vilardell, également connue sous le nom de Salas-Bulbena, est un bâtiment du noucentiste situé sur la Via Laietana à Barcelone, classé bien avec éléments d'intérêt. Il héberge actuellement un hôtel.

## Description
C'est un immeuble avec rez-de-chaussée, mezzanine, cinq étages et attique. Les angles sont arrondis et le bâtiment est couronné d'un balustre.
La porte d'entrée est dotée d'un auvent en fer et en verre.

## Histoire
En 1926, Heribert Salas i Salas et son épouse Glòria Bulbena i Reig commandèrent le projet à l'architecte Joan A. Roig. En 1928, les entrepôts de la Casa Vilardell, fondés en 1911 dans la rue de l'Hospital, furent installés au sous-sol et à l'entresol. Le nouvel établissement a été inauguré le 21 septembre, coïncidant avec les festivités de la Mercè.
Pendant la guerre civile espagnole, les entrepôts ont été collectivisés, mais dans les années 1940, ils ont refait surface pour devenir l'un des plus populaires de la ville. Celles-ci ont fermé dans les années 1970 et leur espace a été occupé par des bureaux de la Police,.
Au XXIe siècle, le bâtiment passe aux mains d'une chaîne hôtelière, qui a démoli l'intérieur en 2008, n'en gardant que la façade, pour construire un établissement cinq étoiles, inauguré en février 2012'. Les architectes Luis Alonso et Sergi Balaguer ont transformé l'ancienne cloison murale en une nouvelle façade bleue, à laquelle a été ajouté un décor d'aiguilles avec des yeux en céramique, œuvre de l'artiste Frédéric Amat et qui recouvre également la partie centrale de la façade de la Via Laietana.

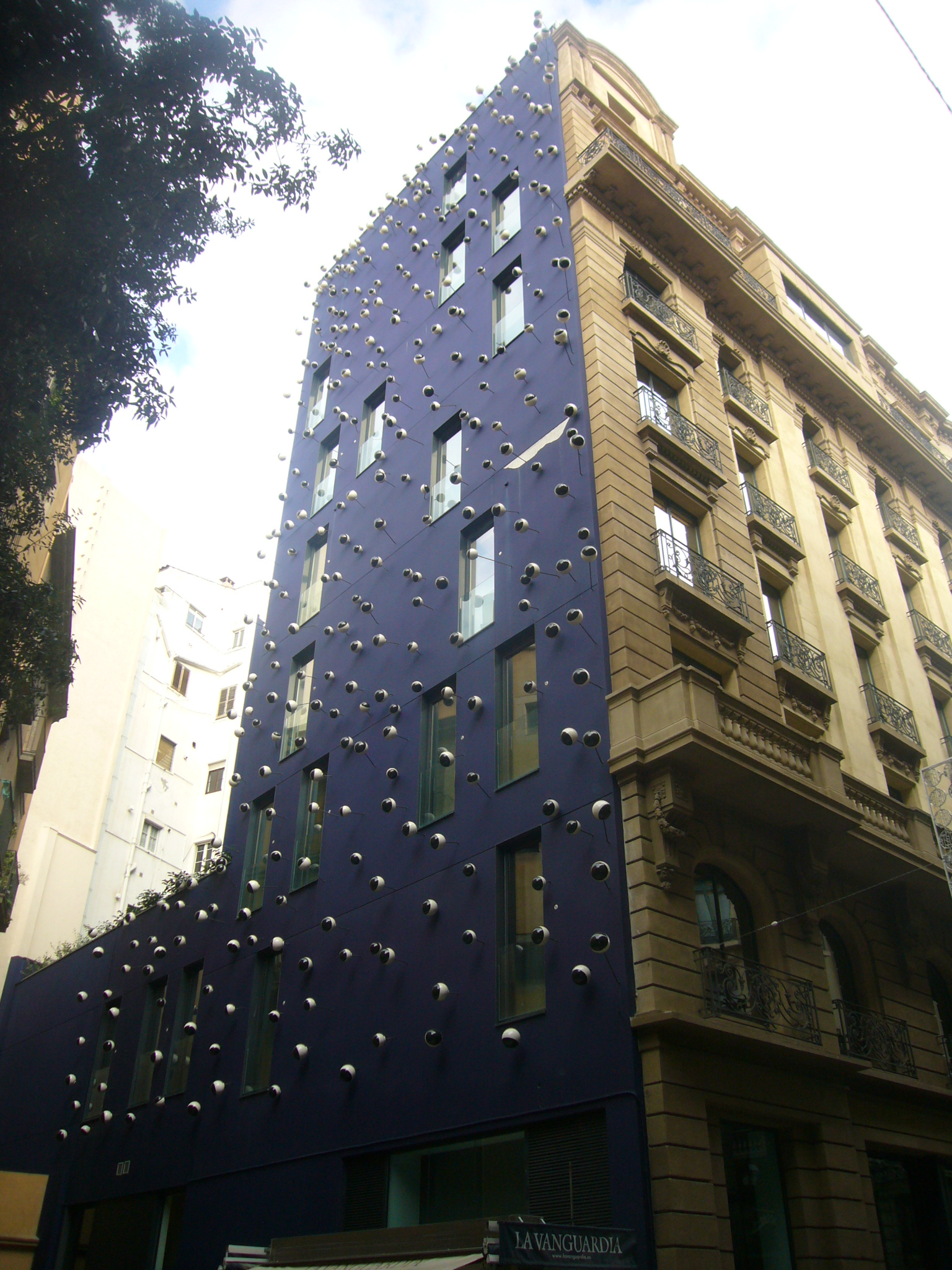
Façade postérieure

## Source de traduction
- (en) Cet article est partiellement ou en totalité issu de l’article de Wikipédia en anglais intitulé « Casa Vilardell » (voir la liste des auteurs).

## Liens
- « Casa Salas-Bulbena ». Pobles de Catalunya. Guia del Patrimoni Històric i Artístic dels municipis catalans. Fundació per a la Difusió del Patrimoni Monumental Català.
- « CAN VILARDELL. Seu Central dels Magatzems. Via Laietana. 49-51 (1928-1980) », Barcelofília (blog), sur Miquel Barcelonauta, 16 juin 2011